# Judge Dredd (jeu de rôle)
Pour les articles homonymes, voir Judge Dredd.

## Présentation
Le monde de Judge Dredd est inspiré de celui du comics édité par 2000 A.D.
La première édition des règles présentait un système original et indépendant basé sur les compétences.
La version de Mongoose Publishing est quant à elle axée sur le système D20.

## Éditeurs
- Games Workshop (Original)
- Mongoose Publishing (système D20 D&D 3.0 et Traveller)

## Parutions

### Règles
Original
- Judge Dredd (1985)

Système D20
- Judge Dredd Roleplaying Game (2002)

Système Traveller
- Livre de base de la gamme traveller (2002)
- Judge dredd (2009)
- Judge's handbook (2010)

### Suppléments
Original
- Judge Dredd Companion (1987)

Système D20
- Mega-City One's Most Wanted and GM's Screen (2002)
- The Rookie's Guide to the Justice Department (2002)
- The Rookie's Guide to Block Wars (2002)
- The Rookie's Guide to Psi Talent (2002)
- The Rookie's Guide to Criminal Organisations (2002)
- The Rookie's Guide to Brit-Cit (2003)
- The Rookie's Guide to Crazes (2003)
- The Rookie's Guide to the Undercity (2004)
- The Rookie's Guide to Atlantis (2004)

### Aventures
Original
- Judgement Day (1986)
- Slaughter Margin (1987)

Système D20
- Full Eagle Day (2002)
- The Sleeping Kin (2002)
- Russian Roulette (2002)
- Target: Mega-City One (2002)
- The Awakening (2004)

Système traveller
- Bad moon rising (2009)
- Democracy falls (2009)
- The cursed earth (2010)